# Tor (comics)
Tor est un personnage créé par Joe Kubert et Norman Maurer pour le compte de St John Publications en 1953. Ses aventures se déroulent un million d’années avant notre ère.

## Une création particulière
Joe Kubert devient responsable éditorial de St John Publications en 1952. Le groupe est certes un éditeur secondaire mais ses créations sont tout à fait estimables. Il a quelques séries vedettes comme Mighty Mouse ou Heckle & Jeckle issues des Terrytoons, Abbott & Costello Comics ainsi que des séries résolument modernes comme Atom Age Combat qui relate … la 3e guerre mondiale.
Kubert travaille sur différentes séries et lance en septembre 1953 une nouvelle revue intitulée 1,000,000 Years Ago avec l’un de ses amis de longue date Norman Maurer. Pourtant à cette date le premier est à New York et le second à Los Angeles !
La première planche les met d’ailleurs en scène, l’un comme l’autre expliquent leur passion pour la préhistoire et les efforts consentis pour réaliser cette BD :
Our job was to search for facts! Our work is the product of great deal of research!
Moyennant quoi la page suivante, alors que l’action est censée se dérouler un million d’années plus tôt, on découvre Tor, un être humain tout ce qu’il y a de plus classique, contempler des dinosaures. La paléontologie a beau avoir fait d’immenses progrès, on savait déjà en 1952 que les dinosaures avaient disparu bien plus tôt et qu’en aucun cas des humanoïdes avaient pu vivre à côté de pareils monstres. Il faut donc en conclure que Norman et Joe n’ont pas dû bien chercher !
Ce premier numéro se compose d’une seule histoire de Tor. Elle est complétée par des planches de Kubert sur des animaux préhistoriques tels que Tyrannosaure ou Stégosaure. La revue a de plus une bande comique de 6 planches, Wizard of Ugghh, se déroulant également sous la préhistoire ainsi qu’une courte bande d’aventures Danny Dreams. Danny est un jeune américain qui au cours de ses visites dans les musées, ou dans ses lectures, se met à rêver qu’il est projeté dans la préhistoire et se mesure lui aussi avec des monstres. Si Kubert réalise également cette dernière bande, c’est Norman Maurer qui se charge de la deuxième.
La revue se transforme au #2 en 3-D Comics. Comme son nom l’indique, les bandes dessinées, en noir et blanc, sont en 3 D. Il fallait donc se munir de lunettes spéciales, fournies avec la revue, pour bénéficier des effets stéréoscopiques. En fait il existe deux versions de ce numéro, toutes deux datées d’octobre 1953. La première est en relief mais pas la seconde.
Le troisième est dernier numéro est publié le mois suivant. Mais lui aussi porte le #2 alors que les histoires, toujours en 3 D, sont bien sûr complètement différentes. Il n’existe pas de version « plate » de ce numéro. En revanche les histoires seront reprises plus tard notamment par DC aussi bien dans la série de 1975 que celle de 2001.
Enfin en 1954, 3 numéros sous l’appellation Tor seront édités, poursuivant les aventures de l’homme préhistorique et de son petit singe Chee-Chee. La mort d’Archer St. John en 1955, alors qu’il a à peine 50 ans, amène Kubert à se tourner progressivement vers DC Comics. Il y créé en 1959, le célèbre Sgt Rock, plus de 300 histoires au compteur ! Pourtant à la même époque, il cherche à placer un strip dans les quotidiens. Le héros : Tor ! À cet effet, il réalise 12 strips tests qui ne trouveront pas preneurs mais seront remontés par la suite par DC en 1975.
C’est justement en 1975 que DC reprend le héros préhistorique pour lancer une série qui aura 6 numéros mais seulement deux aventures originales, le reste n’étant constitué que de reprises.
En 1977, Kubert lance pour Whitecliff la revue Sojourn, laquelle ne connaîtra que deux numéros. Tor y fait une très courte apparition dont l’une de deux planches mais les détails sont par trop manquants.
C’est ensuite chez Marvel que Tor poursuit ses aventures pour une mini-série avant un retour définitif.

## Publications

### St John

#### One Million Years Ago
#1er septembre 1953

1.	The Coming of Tor – 12 planches

#### 3-D Comics
#2 octobre 1953

2.	Cave-snake – 8 planches

3.	Fire – 6 planches

4.	"Imagine yourself..." – 3 planches

#2 (bis !) Novembre 1953

5.	Killer-Man! – 6 planches

6.	Giant One!! – 10 planches

7.	The Run Away! – 4 planches

#### Tor
La revue poursuit la numération de 3-D Comics.
# 3 mai 1954

8.	Isle of Fire! – 11 planches

9.	Black Valley – 9 planches

#4 juillet 1954

10.	Red Death – 10 planches

11.	Last Chance – 4 planches

12.	Great Wolf – 7 planches

#5 octobre 1954

13.	Falling Fire – 10 planches

14.	Man-Beast!! – 7 planches

### DC
N’ont pas été retenues les histoires déjà publiées précédemment.

#### Tor (1975)
#1er mai 1975

15.	The Beating – 16 planches

#2 juillet 1975

16.	A Million Years Ago! – 11 planches

Les #3 (septembre 1975) à 6 (mars 1976) ne proposent que des reprises déjà publiées chez St John.

### Whitecliff

#### Sojourn
Deux numéros en 1977.

### Marvel

#### Tor (1993)
Cette mini-série a été rééditée chez DC en 2001.
#1er juin 1993

17.	Sans titre – 25 planches 

18.	Food Chain –5 planches

#2 juillet 1993

19.	Book Two: The Chosen One – 26 planches

20.	Sans titre – 4 planches 

#3 juillet 1993

21.	The Rebirth – 26 planches

22.	Sans titre – 4 planches 

#4 septembre 1993

23.	Vengeance – 26 planches

À noter dans ce numéro un assez long article titré The Making of Tor écrit par Kubert lui-même et racontant la genèse du personnage.

### DC
De 2001 à 2003, DC a réédité en 3 volumes une grosse partie des aventures publiées précédemment,,.
Cette ultime série se conçoit comme un cycle unique intitulé A Prehstoric Odyssey.

#### Tor (2008)
#1er juillet 2008

24.	A prehistoric Odyssey : The Outcast – 22 planches

#2 août 2008

25.	A prehistoric Odyssey (2) : Striped Death – 22 planches

#3 septembre 2008

26.	A prehistoric Odyssey (3) : Underworld – 22 planches

#4 octobre 2008

27.	A prehistoric Odyssey (4) : The Reckoning – 22 planches

#5 novembre 2008

28.	A prehistoric Odyssey (5) : The Sacrifice – 22 planches

#6 décembre 2008

29.	A prehistoric Odyssey (6) : Trapped – 22 planches

L'ensemble est réédité en album en 2009.